# Litsea fulvosericea
Litsea fulvosericea är en lagerväxtart som beskrevs av C. K. Allen. Litsea fulvosericea ingår i släktet Litsea och familjen lagerväxter. Inga underarter finns listade i Catalogue of Life.